# Anoplosoma stryx
Anoplosoma stryx är en kräftdjursart som beskrevs av Por 1964. Anoplosoma stryx ingår i släktet Anoplosoma och familjen Ameiridae. Inga underarter finns listade i Catalogue of Life.